# Prunus avium

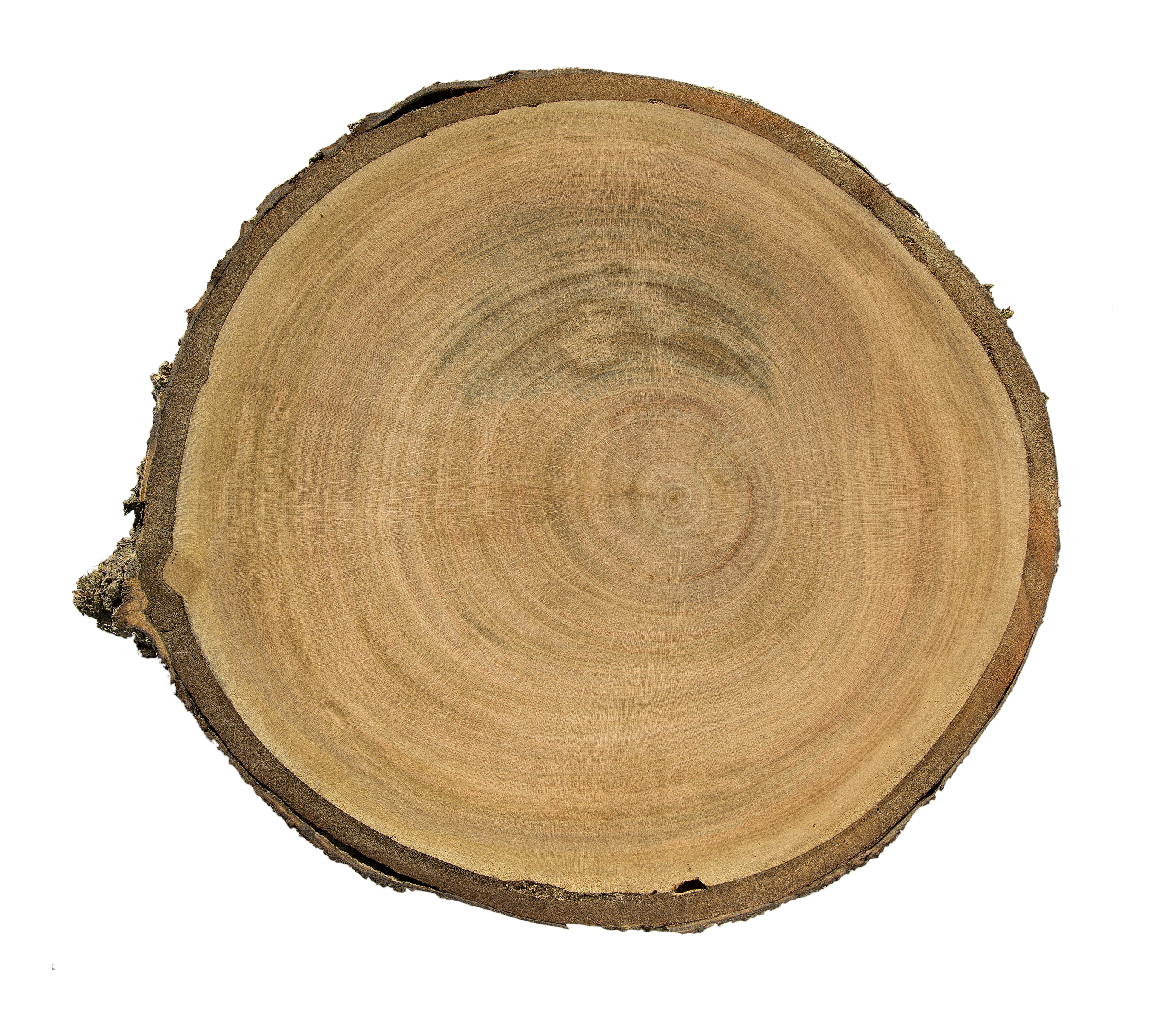
Prunus avium burlat - MHNT

A cerejeira-brava (Prunus avium) é uma árvore da família das rosáceas. Destaca-se em anéis papiráceos, folhas grandes, flores em umbelas sésseis, pétalas brancas e drupa globosa e doce.
Esta árvore é muito cultivada pelo seu fruto, cereja, pela razão de ser apreciada pela maioria das pessoas.